# ASUS Eee PC
ASUS Eee PC (читається «асус ііі пі сі») — розроблена компанією  ASUS серія ультрапортативних пристроїв-нетбуків, що входить у сімейство продуктів Eee. З моменту своєї появи на ринку в кінці 2007, Eee PC здобули велику популярність у користувачів всього світу завдяки компактності та легкості, комплектації надійним твердотілим накопичувачем (SSD), відносно малій ціні та підтримці операційної системи Linux. Нові моделі пристроїв можуть оснащуватися традиційними жорсткими дисками і операційною системою Windows XP. Хоча новинки коштують трохи дорожче, ніж перші моделі Eee PC, вони залишаються дешевшими за звичайні ноутбуки і значно дешевшими за ультрапортативні моделі ноутбуків.
Згідно з ASUS, три «E» в Eee PC означають: «Easy to learn, Easy to work, Easy to play» — «Легко вчитися, працювати й грати». 
Eee PC виробляються на дочірньому підприємстві ASUSTeK Computer — Pegatron Technology.

## Історія

### Eee PC серії 700
ASUS представила перші моделі Eee PC на виставці COMPUTEX Taipei 2007 — Eee PC 701 і Eee PC 1001. Модель Eee PC 4G (аналог Eee PC 701) була випущена 16 жовтня 2007 р., в цей день її продаж стартував у Тайвані. Слідом за Eee PC 4G на ринку з'явилися ще три моделі пристроїв. ASUS продала у 2007 році 300 тисяч пристроїв а у 2008 році — вже майже 5 мільйонів Eee PC. 
5 квітня 2008 року було оголошено про плани ASUS з випуску першого Eee PC на базі ОС Windows XP. Версії Eee PC на базі Windows XP і Linux Xandros були запропоновані за однаковою ціною. Версії з Windows включали офісний пакет Microsoft Works 9.0, а Linux-версії — пакет OpenOffice.

### Eee PC серії 900
Модель Eee 900 була офіційно представлена у Гонконзі 16 квітня 2008 року. Розміри Eee PC 900 — трохи більше, ніж Eee PC 70x — 225 × 165 × 35 мм (ДхШхТ), її маса становить близько 1 кг. Eee PC 900 оснащений тачпадом із підтримкою технології Multi-touch, яка дозволяє виконувати масштабування та скороллінг за допомогою одночасного дотику двох пальців до сенсорної панелі. Модель доступна з ОС Linux і Windows XP. 
Linux-версія Eee PC 900 оснащена твердотілим накопичувачем (SSD) розміром 16 Гб (на додаток до SSD 4 Гб). Версія з Windows XP може комплектуватися: одним SSD 4 Гб і одним SSD 8 Гб (загальна ємність накопичувача — 12 Гб) або одним SSD ємністю 16 Гб. Модель Eee PC 900 на базі Linux (20 Гб) доступна за тією ж ціною, що й модель з Windows на базі накопичувача 12 Гб. 
Windows-версія комплектується ПО Microsoft Works і Windows Live. Eee PC 900 оснащений 8,9-дюймовим РК-екраном з роздільною здатністю 1024 × 600, 1 гігабайт оперативної пам'яті і 1,3-мегапіксельною вебкамерою. Модель працює на базі процесора Celeron 900 МГц, аналогічного тому, що використовувався в серії Eee PC 700 (в моделі Eee PC 701 тактова частота процесора була обмежена 630 МГц).

### Інші моделі Eee PC 90x
3 червня 2008 року на виставці COMPUTEX Taipei ASUS представила Eee PC 901. Модель 901 оснащена процесором Intel Atom (Diamondville), що працює на частоті 1,6 ГГц, поліпшеною батареєю і підтримкою технології Super Hybrid Engine для керування живленням — в залежності від конфігурації забезпечується від 4,2 до 7,8 годин роботи. Забезпечується підтримка бездротових стандартів Bluetooth і 802.11n. Eee PC 901 використовує чипсет Intel 945GSE. На момент виходу ціна Eee PC 901 становила приблизно $559. Eee PC 901 аналогічно моделі 900 поставляється у варіантах з ОС Linux або Windows XP, які відрізняються також розміром SSD.
Модель Eee PC 904HD — одна з перших Eee PC з вбудованим жорстким диском (80 Гб) замість SSD. Ця модель працює на базі процесора Intel Celeron M 900 МГц і комплектується батареєю на 6 елементів. Як і модель Eee PC 900, вона підтримує WLAN 802.11 b/g і має 1,3 Мп вебкамеру. Модель постачається з ОС Windows XP. 
Ще один пристрій, Eee PC 900A має практично ті ж характеристики, що і Eee PC 901 (крім основного SSD, Bluetooth, 1,3 Мп вебкамери і 6-елементної батареї, замість якої використовується 4-елементна), але в корпусі аналогічному Eee PC 900. 

### Eee PC серії 1000
Eee PC серіі1000 були представлені в ході COMPUTEX Taipei 3 червня 2008 року. Вони оснащувалися 10-дюймовим екраном і процесором Intel Atom 1,6 ГГц, а вбудоване ПЗ керування живленням дозволяє збільшить тактову частоту до 1,7 ГГц. Модель Eee PC 1000 (під ОС Linux) оснащується двома SSD (8 Гб + 32 Гб), а 1000H (Windows XP Home або Linux) — жорстким диском SATA 80 або 160 Гб. Обидві моделі — і 1000 та 1000H підтримують до 2 Гб пам'яті DDR2. Батарея Eee PC 1000 забезпечує від 4,2 до 7,5 годин безперервної роботи, а 1000H — від 3,2 до 7 годин. Клавіатура пристроїв даної серії збільшена і становить 92% від розміру клавіатури звичайного ноутбука — це робить зручнішим набір тексту. Як і модель Eee PC 901, нові пристрої підтримують бездротові стандарти Wi-Fi 802.11n і Bluetooth.
У вересні 2008 року на ринок вийшла модель Eee PC 1000HD, вартістю трохи менше, ніж її попередники із серії 1000. Модель має ті ж характеристики, що Eee PC 1000H, але побудована на базі процесора Celeron 900 МГц.
У жовтні 2008 року була випущена модель Eee PC 1000HA також більш дешева, ніж 1000H, але яка працює на тій самій платформі Intel Atom 1,6 ГГц і оснащена 1 гігабайт оперативної пам'яті і жорстким диском 160 Гб. Ця модель не має підтримки Bluetooth і стандарту N.

### Нові моделі
У лютому 2009 року ASUS представила Eee PC 1000HE на базі нового процесора Intel Atom N280, оснащений 10 "екраном з світлодіодним підсвічуванням, 6-елементної батареєю, жорстким диском 160 Гб, підтримкою Bluetooth і 802.11n і нової клавіатурою. ASUS стверджує, що новий Eee PC може працювати від батареї до 9 годин.
На CeBIT 2009 компанія ASUS представила 10-дюймовий Eee PC 1008HA, в якій реалізована нова дизайнерська концепція — Seashell ( «Морська мушля»). У цій серії доступні також моделі Eee PC 1005HA (час автономної роботи — до 10 годин) і Eee PC 1101HA (перша 11-дюймова модель Eee PC). 
Першою у світі моделлю нетбука з вбудованим модулем WiMAX став Eee PC 1003H Go, випущений на початку 2009 року. 
На виставці CES 2009 компанією ASUS вперше були показані моделі Eee PC у форматі планшетного ноутбука — Eee PC T91 і T101H. Модель Eee PC T91 вийшла на ринок в кінці літа 2009 року. Існують конфігурації моделі T91 з вбудованими 3G-модемом, GPS-модулем і ТБ-тюнером.
Джерела в індустрії повідомляють про домовленість Microsoft і ASUS щодо використання в нових моделях Eee PC версії операційної системи Windows 7, оптимізованої для нетбуків.

## Технічні особливості

### Процесор
Відмінні особливості першого Eee PC — невеликі габарити і маса, надійний твердотілий накопичувач і операційна система Linux. 
У перших моделях Eee PC встановлювалися процесори Intel Celeron M 900 МГц, тактова частота яких була знижена до 630 МГц. Новіші моделі використовували той же процесор на номінальній частоті. Друге покоління нетбуків ASUS використовувало процесор Intel Atom 1,6 ГГц. Atom — це недорогий і економічний, з точки зору споживання енергії, мікропроцесор з підтримкою технології Hyper-Threading, що використовується найчастіше в нетбуках. Eee PC, оснащений процесором Atom з тактовою частотою 1,6 ГГц, показує продуктивність, приблизно рівну продуктивності Eee PC на базі Celeron M 900 МГц.
Процесором Celeron оснащуються в основному бюджетні моделі Eee PC 900-й і 1000-ї серій. Наприклад: 1000HD (на відміну від 1000, 1000H і 1000HA) і 904HD 

### Екран
Eee PC 700 мав 7-дюймовий екран (178 мм) з роздільною здатністю 800 × 480 пікселів. Екран займав не всю площу кришки нетбуку, на вільному місці з боків екрану розташовувалися стереодинаміки, а на верхній рамці — вебкамера (опція). 
Eee PC 900 і 901 оснащувалися 8,9-дюймовим (226 мм) екраном з роздільною здатністю 1024x600 з тонкою рамкою. Обидві моделі мали інтерфейс D-Sub для підключення зовнішнього монітора. 
Моделі Eee PC 1000 і новіші нетбуки ASUS оснащуються екраном з діагоналлю 10 дюймів (254 мм) або 10,2 дюйма (259 мм).

### Клавіатура
Моделі 700 і 900 обладнали однаковою клавіатурою з розміром клавіш, який становив 83% від розміру звичайної «ноутбучної» клавіатури. Серія 1000 series в новому корпусі використовує практично повнорозмірну (92%) клавіатуру.
Нові моделі, такі як Eee PC 1000HE та Eee PC 1008HA (Seashell) мають зручну клавіатуру з окремо розташованими клавішами (тип Chiclet).

### Накопичувач
У перших моделях Eee PC використовувався виключно твердотілі накопичувачі (замість жорсткого диска, який традиційно використовується у ноутбуках), який споживає менше енергії у порівнянні з жорстким диском, абсолютно тихий у роботі і менше піддається впливу механічних факторів, таких як удари і вібрація. 
У моделях Eee PC 2G і 4G із серії 700, чипи SSD-пам'яті жорстко припаяні до материнської плати. У моделі 8G накопичувач SSD являє собою модуль з інтерфейсом PCI Express Mini, розташований усередині корпусу. 
Eee PC 900 поставляється з замінним SSD-модулем обсягом 8 або 16 Гб (інтерфейс PCI Express Mini), при цьому на материнській платі можуть бути припаяні чотири додаткові мікросхеми обсягом 1 Гб кожна. Розмір SSD залежить від операційної системи, з якою поставляється нетбук, у версії пристрою з XP встановлений SSD 8 Гб, версія з Linux має модуль 16 Гб. 
Eee PC 1000 використовує внутрішній SSD 8 Гб і додатковий модуль PCI Express Mini SSD 32 Гб, таким чином, загальний обсяг накопичувача становить 40 Гб. 1000H — один із перших Eee PC без SSD, у ньому використано внутрішній жорсткий диск обсягом 80 або 160 Гб.  
Всі моделі Eee PC мають пристрій для читання карток пам'яті з підтримкою форматів SD, SDHC і MMC. Модель Eee PC S101 підтримує також картки пам'яті Memory Stick (MS) і MS-PRO.

### МодуліDRAM
Моделі Eee PC з SSD 4 Гб і 8 Гб використовували стандартну SO-DIMM пам'ять DDR2 533/667 МГц з можливістю заміни.

### Охолодження
В окремих моделях Eee PC відсутній звичайний радіатор для розсіювання тепла, що виділяється працюючим процесором, замість нього використовується екран клавіатури. Eee PC обладнаний вентилятором і вентиляційними отворами для відводу теплого повітря (нагрів системи є мінімальним).

### Сумісні операційні системи
Оскільки Eee PC створені на базі процесорів стандартної архітектури x86, на них легко може бути встановлена операційна система для x86. Однак повний спектр підтримуваних ОС залежить від особливостей конкретної моделі. Відомо, що Eee PC можуть працювати з такими ОС: 
- Microsoft Windows[1][2][3][4]
- Linux, BSD, Solaris, та інші Unix-подібні системи[5][6][7][8][9][10][11][12][13][14][15][16][17][18][19][20]
- Syllable Desktop[21]